# Parque nacional del Ichkeul
El Parque Nacional del Ichkeul (المحمية الوطنية إشكل), espacio natural situado en el norte de Túnez, en el distrito de Bizerta, es uno de los humedales más importantes de África del Norte, y uno de los pocos que no se secan en todo el año. Sirve de refugio de invernada a 180 especies de aves, algunas raras. Fue declarado Patrimonio de la Humanidad por la Unesco en 1980 por «contener los hábitats naturales más representativos e importantes para la conservación in situ de la diversidad biológica, donde sebreviven especies amenazadas de un valor universal excepcional desde el punto de vista de la ciencia o de la conservación». Sus coordenadas geográficas son 37°10′N 9°40′E / 37.167, 9.667.

## Geografía física
El parque nacional del Ichkeul está formado por el lago Ichkeul, con una superficie de 50 km², marismas y, al sur del lago, un risco rodeado de aguazales que culmina a 511 metros de altitud, llamado Gebel Ichkeul, un macizo de caliza dolomítica y, en su vertiente sur, rocas marmóreas.
El lago presenta la particularidad de estar alimentado por seis wadis de agua dulce durante el invierno y estar conectado al mar Mediterráneo a través del lago de Bizerta por el canal de Tinja durante el verano, lo que aumenta considerablemente la salinidad de sus aguas. El lago es el último vestigio de una cadena de lagos que se extendían antiguamente a través del norte de África.
El parque dispone además de baños medievales que aún se utilizan.

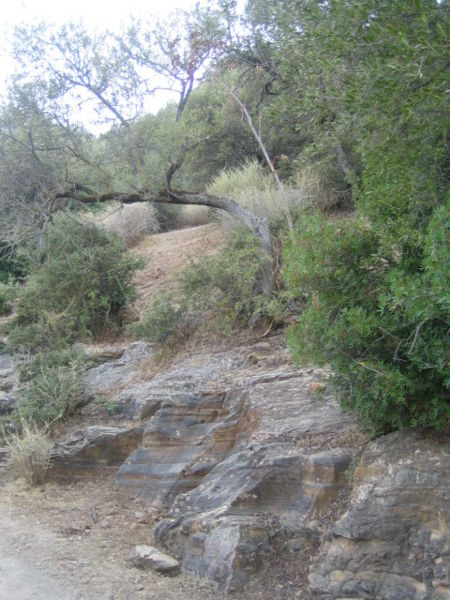
Vegetación del parque.

## Flora
Con las lluvias de otoño, se desarrolla en las zonas de aguas más dulces el junco de laguna (Scirpus lacustris, familia Cyperaceae), mientras que las zonas de salinidad algo más alta se cubren de náyades de pantano (Zannichellia palustris, familia Zannichelliaceae) y hierba de agua pectinada (Potamogeton pectinatus, familia Potamogetonaceae), base de la alimentación de las aves acuáticas. En las orillas se desarrollan espesas matas de espadañas (Typha angustifolia), que sirven de refugio a las aves.
El Gebel Ichkeul  está cubierto de olivos (Olea europaea) y lentiscos (Pistacia lentiscus).

## Fauna
Este espacio natural es una de las reservas ornitológicas más importantes del norte de África, donde pueden llegar a contarse varios centenares de miles de individuos.
Durante el invierno sirve de refugio a varias especies de aves acuáticas migratorias procedentes del norte y el centro de Europa. Las más abundantes son el porrón común (Aythya ferina) y la cuchara común (Anas clypeata), con decenas de miles de individuos; también se cuentan miles de ejemplares de ánsar común (Anser anser), ánade real (Anas platyrhynchos), silbón europeo (Anas penelope), ánade friso (Anas strepera), cerceta común (Anas crecca) y focha común (Fulica atra).
En la primavera comienza la temporada de cría de las especies sedentarias, entre las que se cuentan especies raras como la malvasía cabeciblanca (Oxyura leucocephala) y el calamón común (Porphyrio porphyrio). En los años más húmedos también crían aquí la focha moruna (Fulica cristata) y el tarro canelo (Tadorna ferruginea).
En verano, el parque nacional del Ichkeul es, junto con la Camarga en el sur de Francia, una de las dos únicas áreas de cría del flamenco común (Phoenicopterus roseus) en toda Europa Occidental.
Otras aves presentes son la cerceta pardilla (Marmaronetta angustirostris), la garza real (Ardea cinerea) y la cigüeña blanca (Ciconia ciconia). 
Hasta mediados del siglo XX, habitaba en la región una raza enana de búfalo de agua (Bubalus bubalis), ya domesticada por los cartagineses y a la que se le atribuía una antigüedad de 3000 años. En 1976 se reintrodujo la especie en un intento por recuperar la raza desaparecida.
Tanto el lago como las marismas albergan especies de peces de agua salobre, entre los que destaca el amenazado fartet sudeuropeo (Aphanius fasciatus), un pez que puede soportar una temperatura del agua de hasta 35 °C, elevada salinidad y bajísima concentración de oxígeno. Sin embargo, ha desaparecido de gran parte de su área de distribución desplazado por una especie invasora procedente de América, la gambusia, introducida a principios del siglo XX para luchar contra el mosquito Anopheles, vector de la malaria.

## Estado de conservación

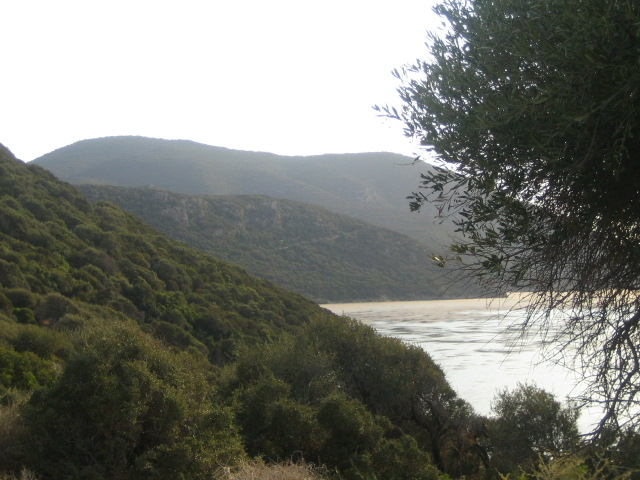
El lago Ichkeul.

El parque está amenazado por la construcción de presas río arriba, lo que acentúa la salinidad de las aguas y perturba el ecosistema. Con la construcción de una esclusa se pretende regular los aportes de agua dulce. El lugar está protegido por la modestia de las infraestructuras turísticas, limitadas a un pequeño ecomuseo y algunos senderos.
En 1996, el parque se incluyó en la lista del Patrimonio de la Humanidad en peligro debido al aumento de las salinidad de sus aguas, lo que amenaza cientos de miles de aves migratorias. La Unesco impulsó un proyecto urgente para proteger el lugar medienta el desarrollo de un plan de seguimiento, una nueva estretegia de gestión y una mejor gestión y utilización de los recursos hidráulicos del espacio natural. Las autoridades tunecinas han acabado con el uso agrícola de las aguas del lago, lo que ha reducido la salinidad y ha permitido el regreso de numerosas especies de aves. El proyecto permitió retirar el parque de la lista del Patrimonio de la Humanidad en peligro en 2006.

## Galería

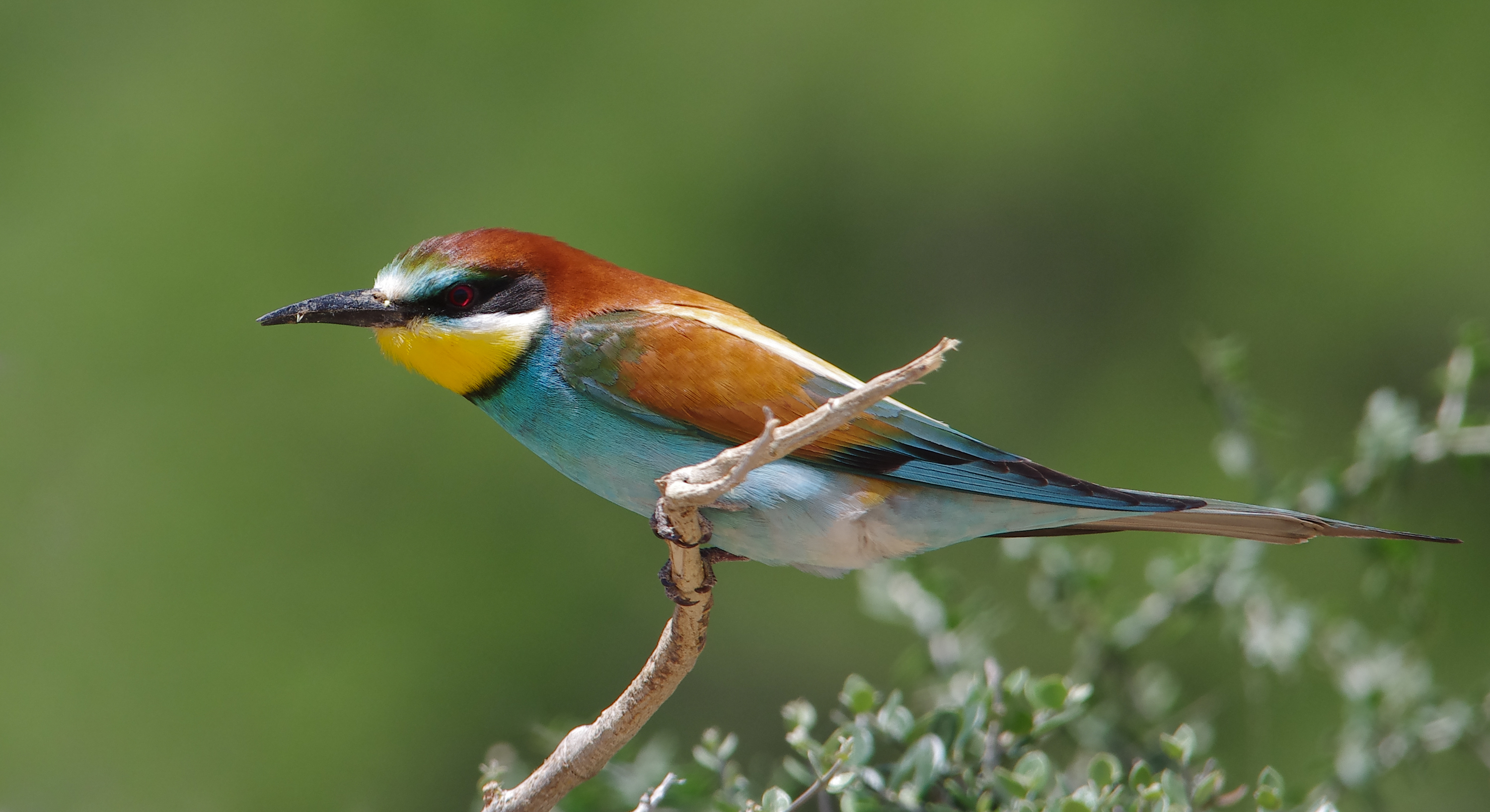
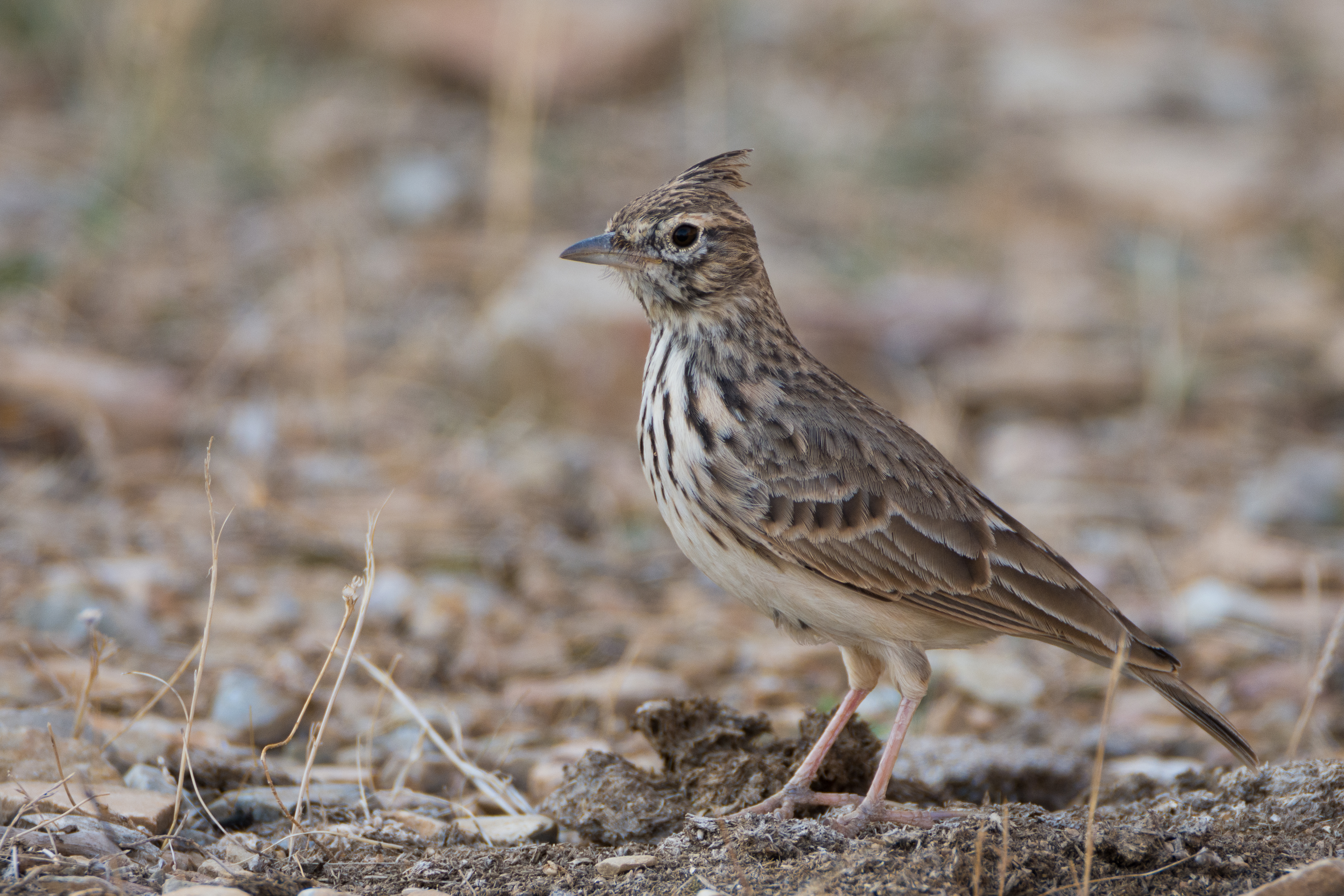
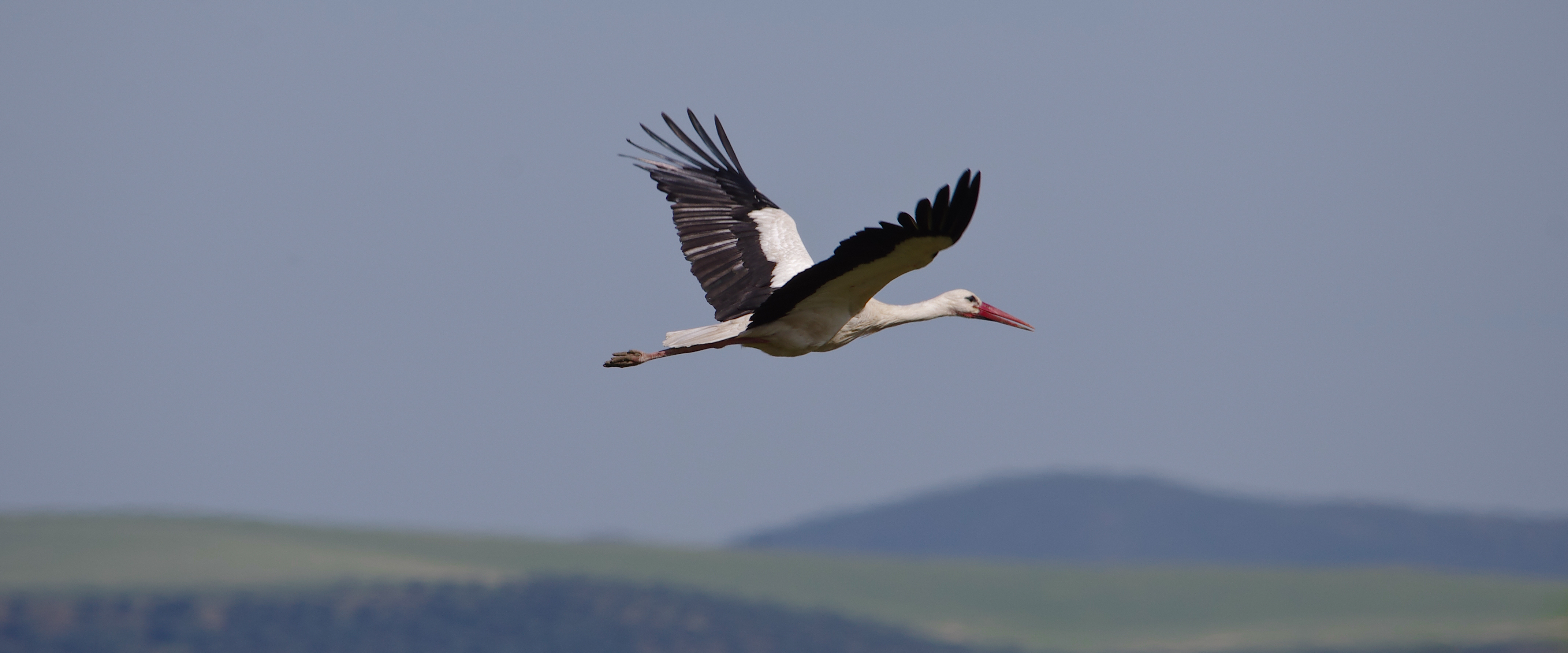
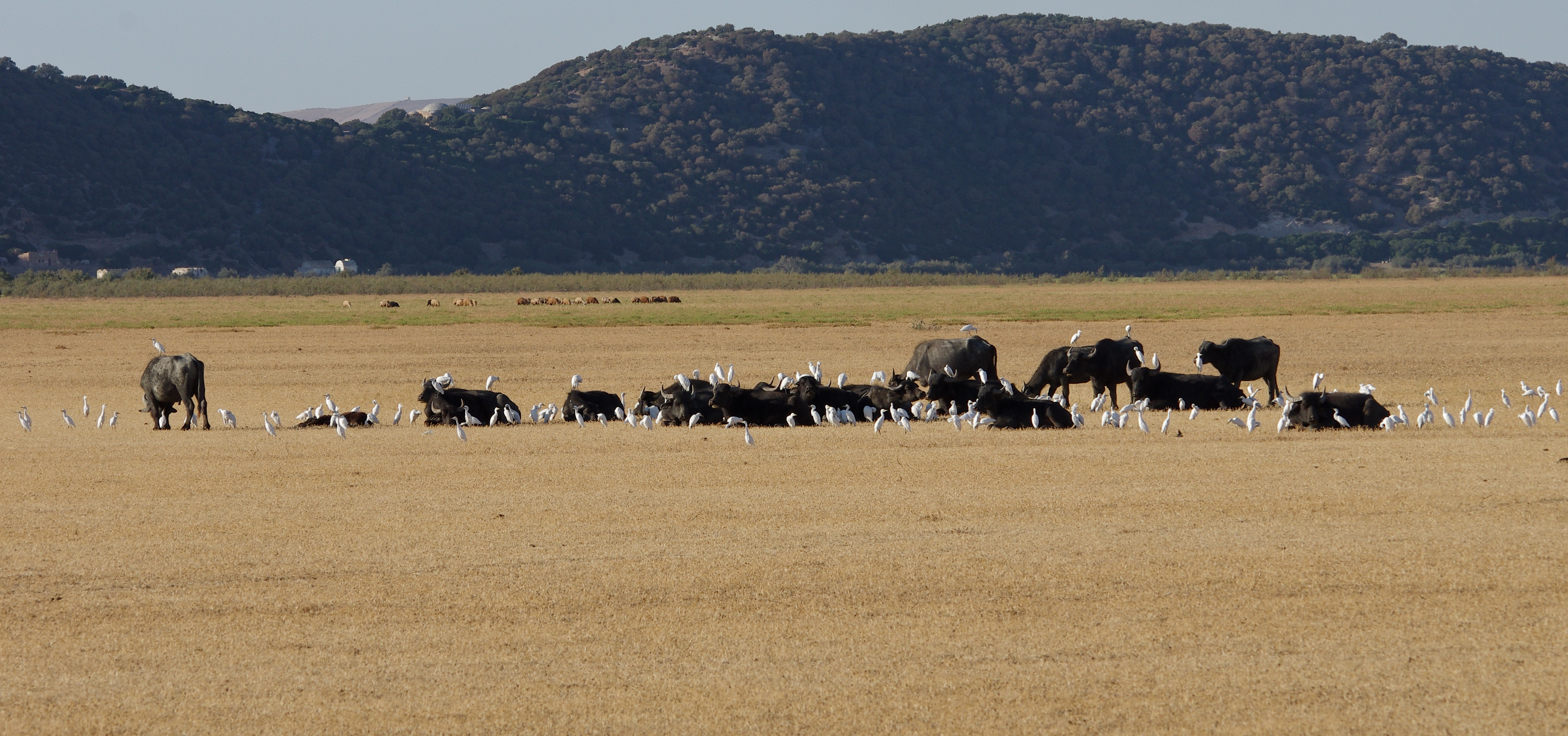
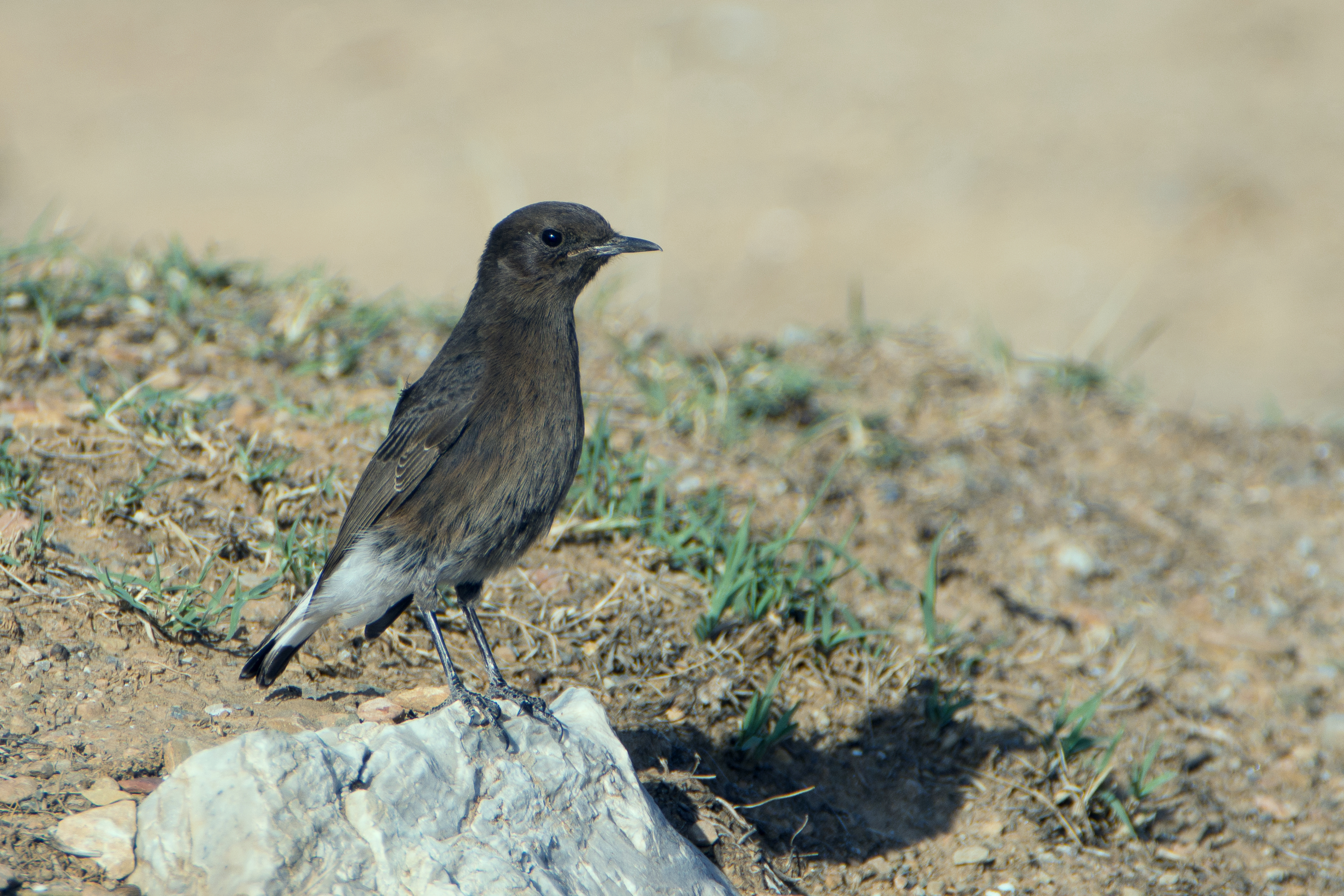
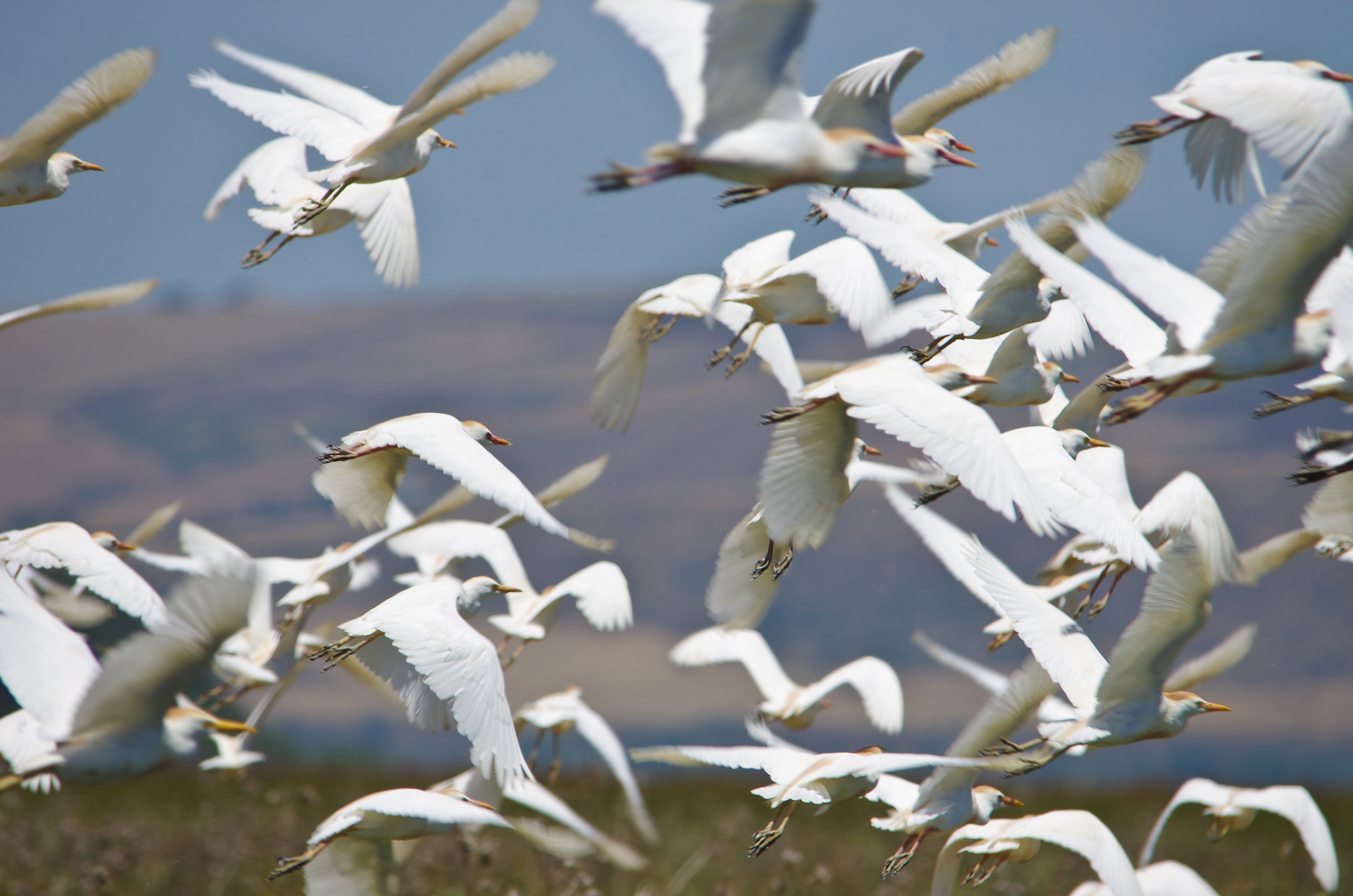
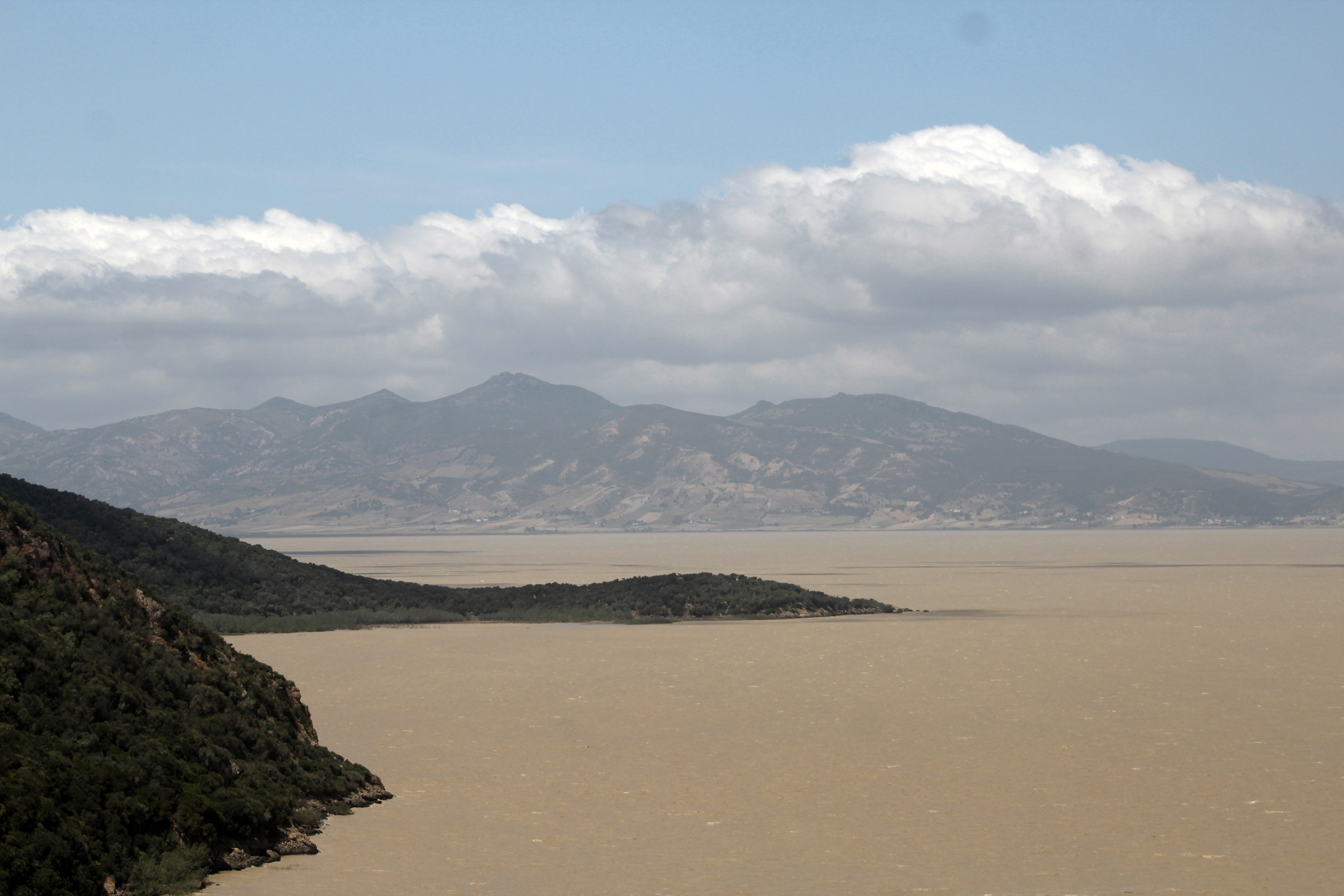
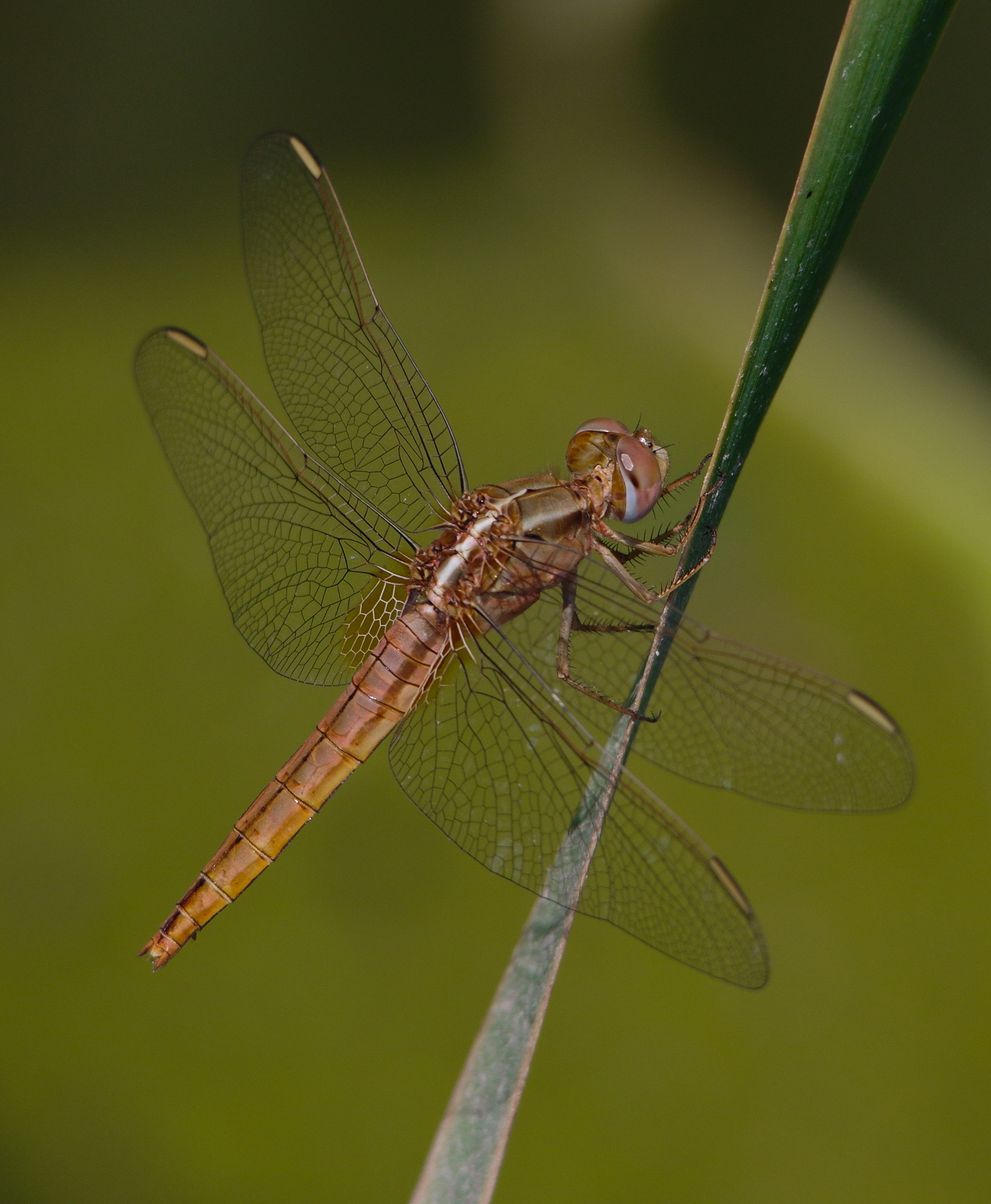
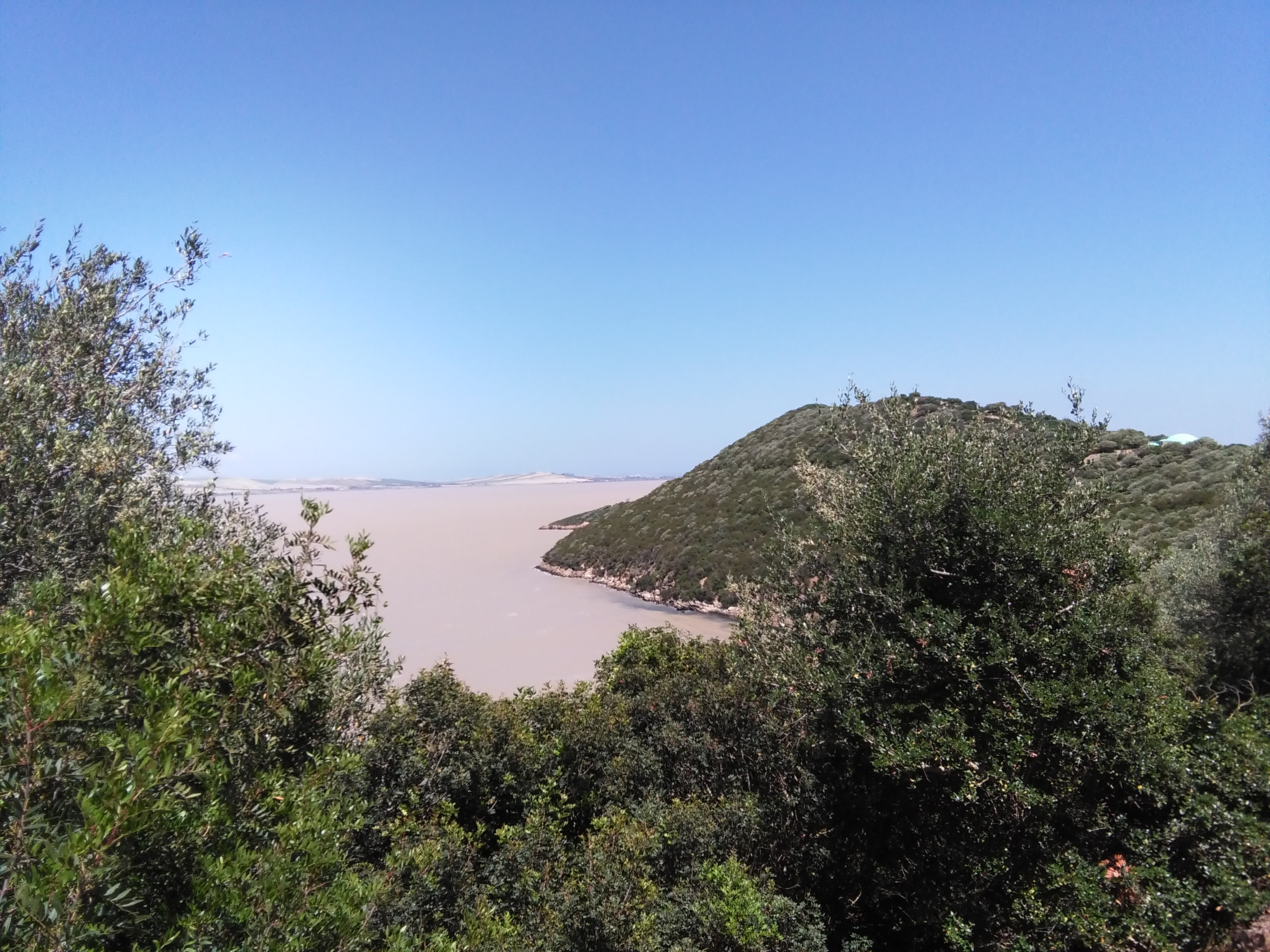
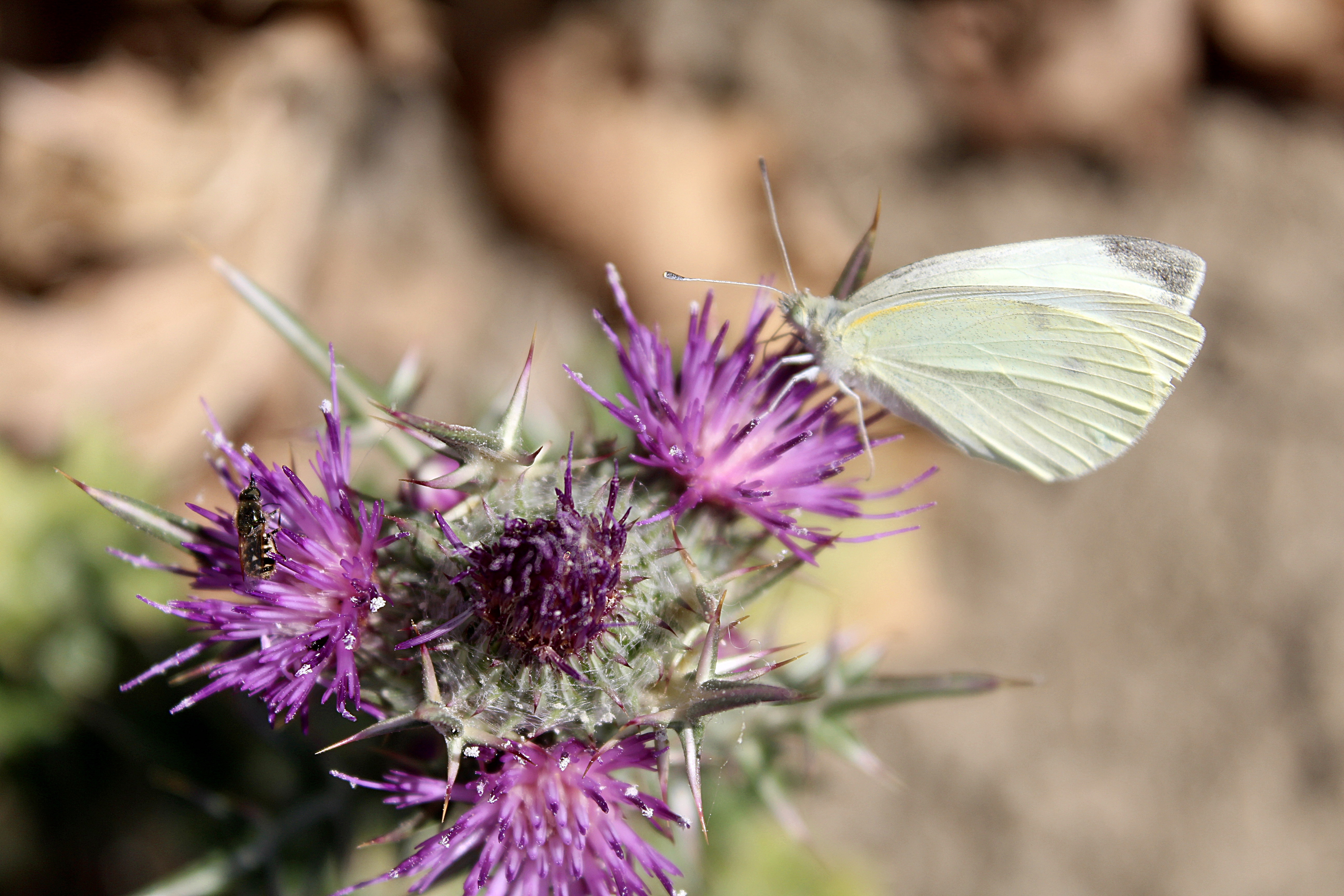
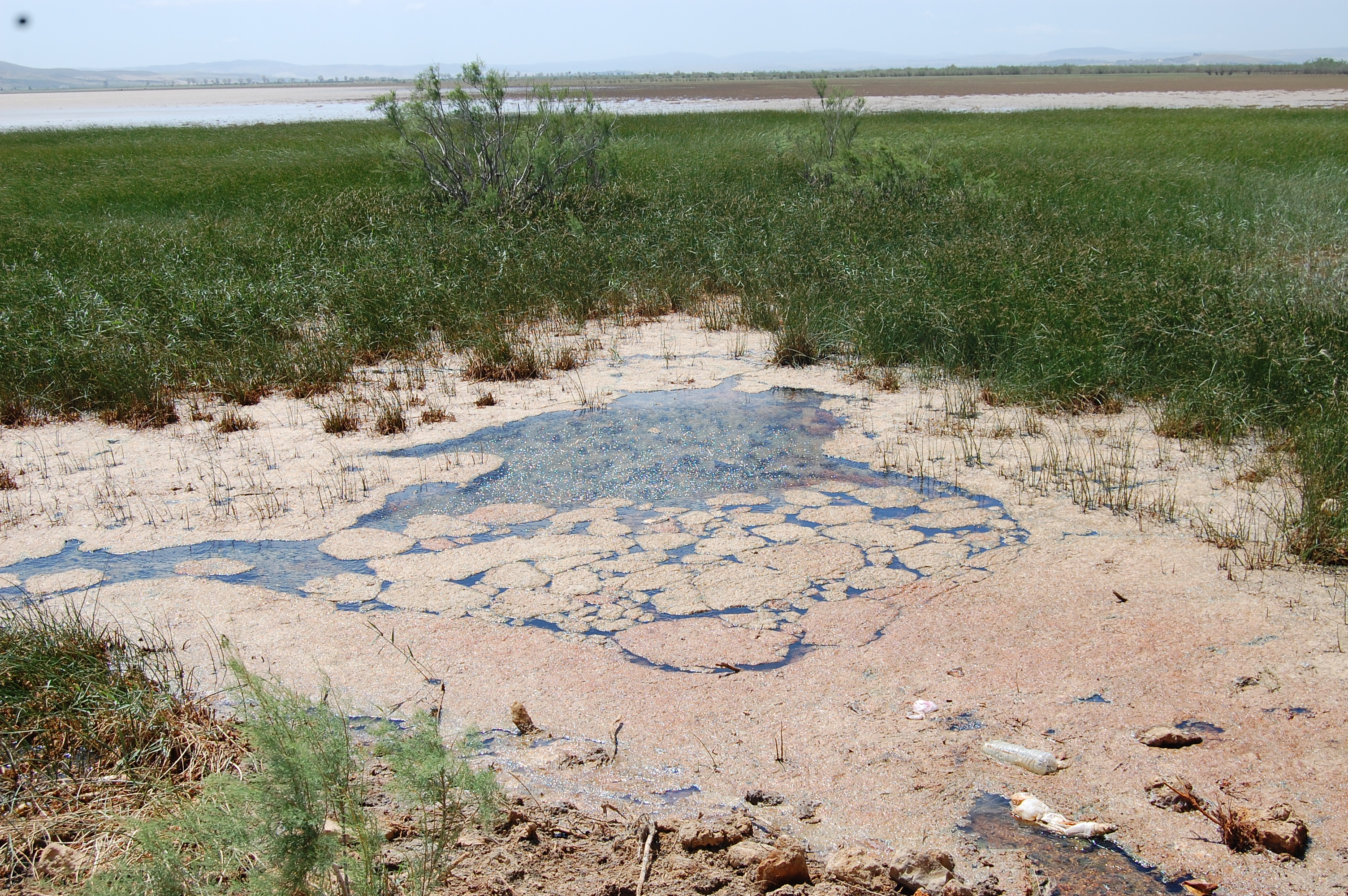
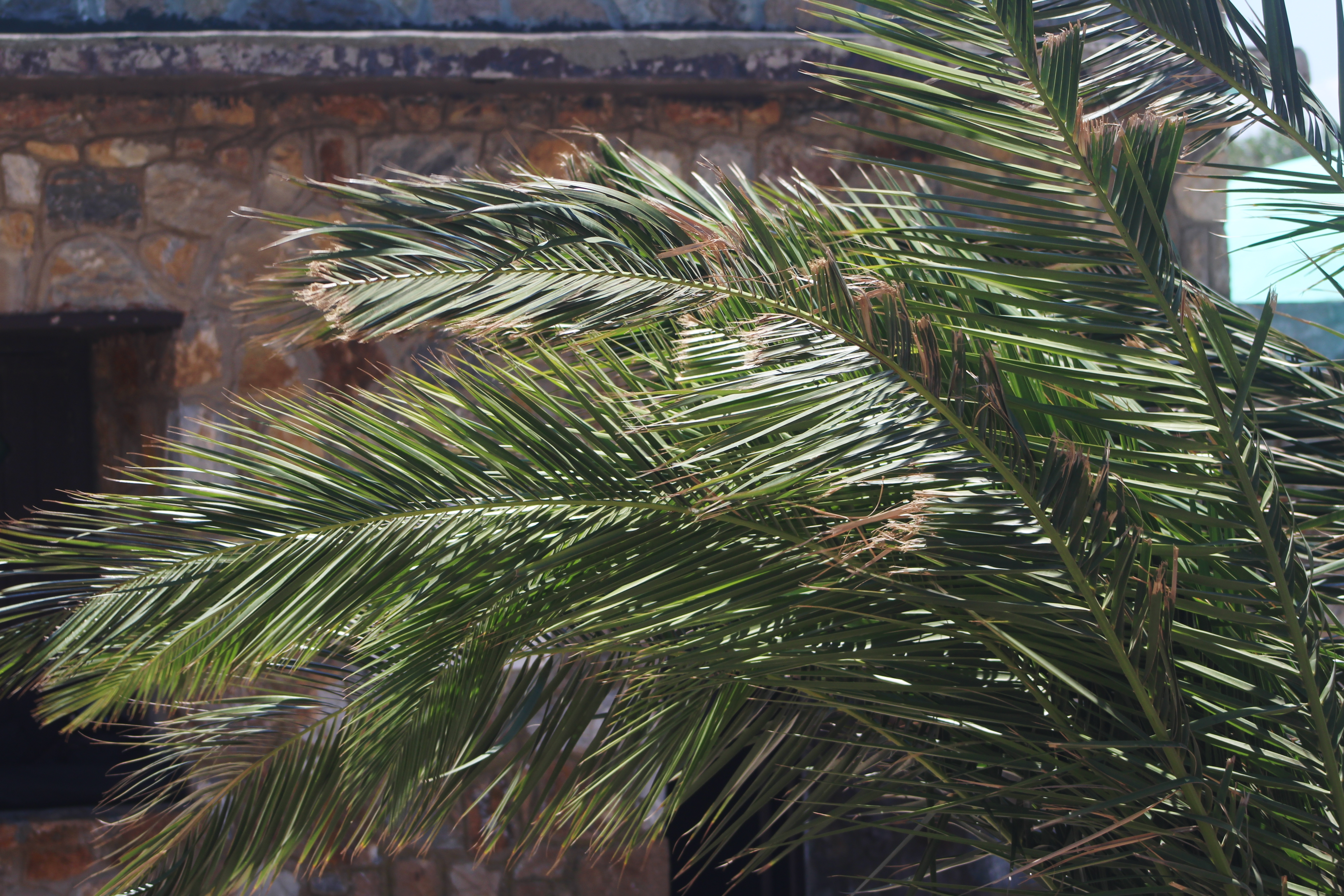
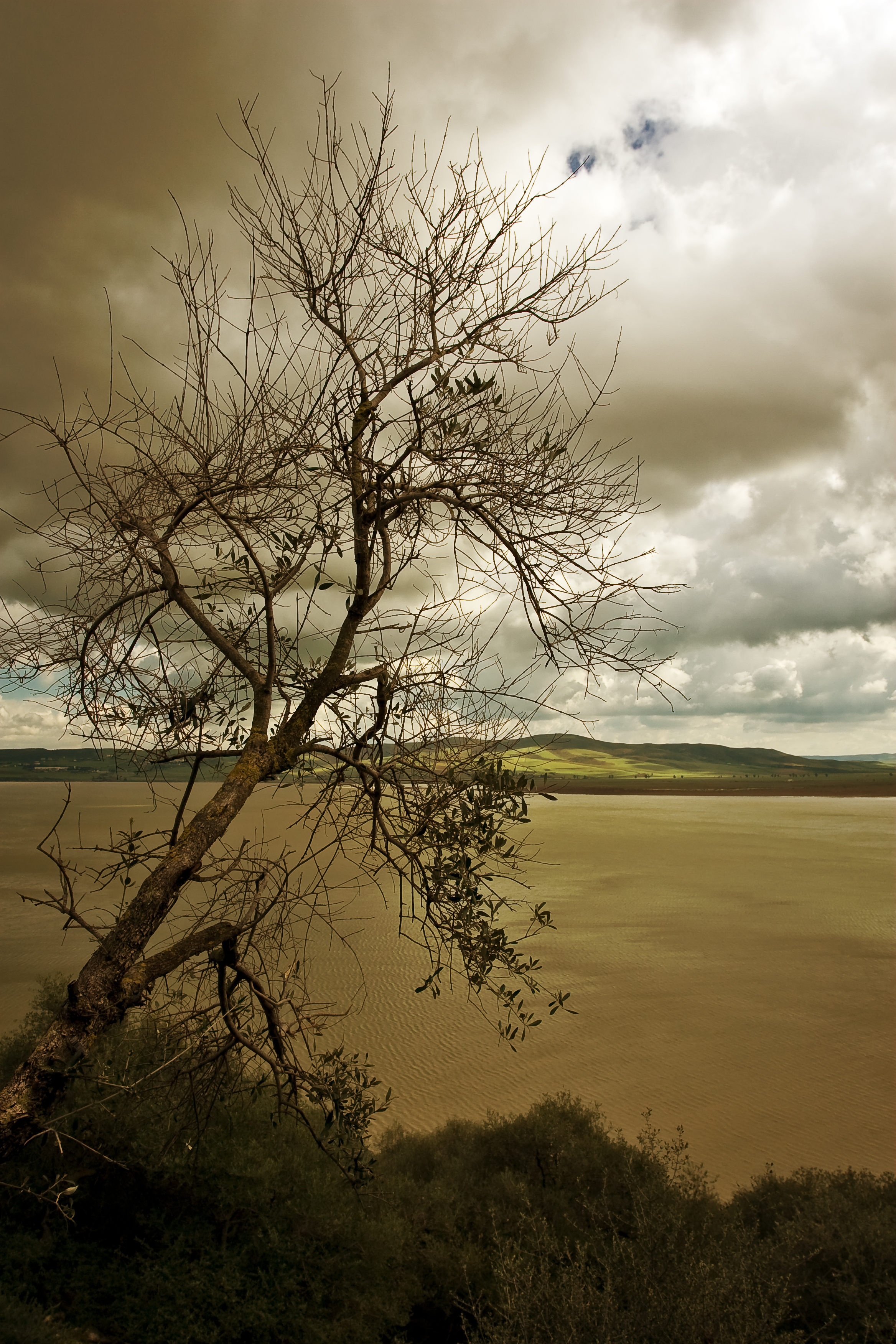
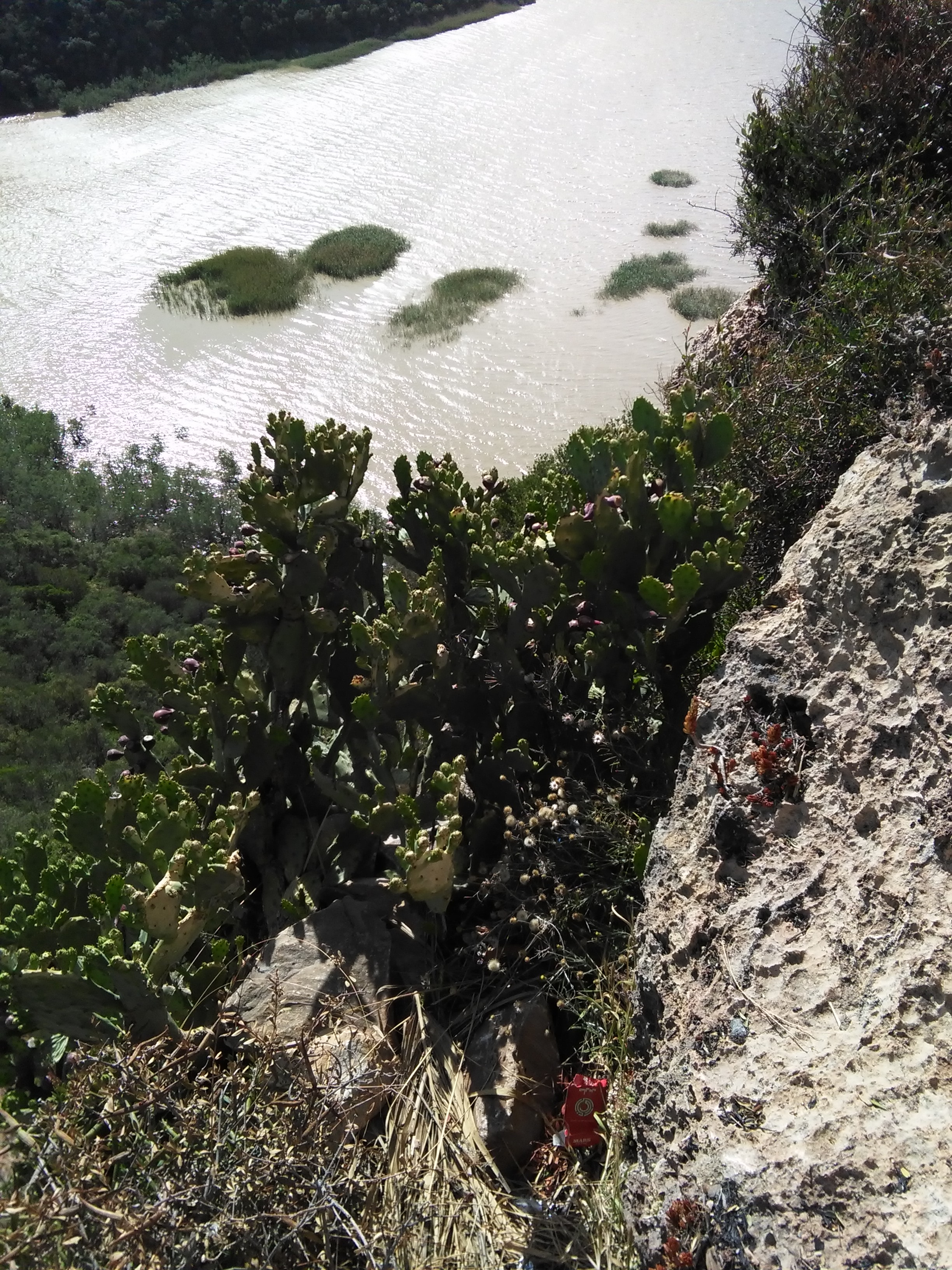
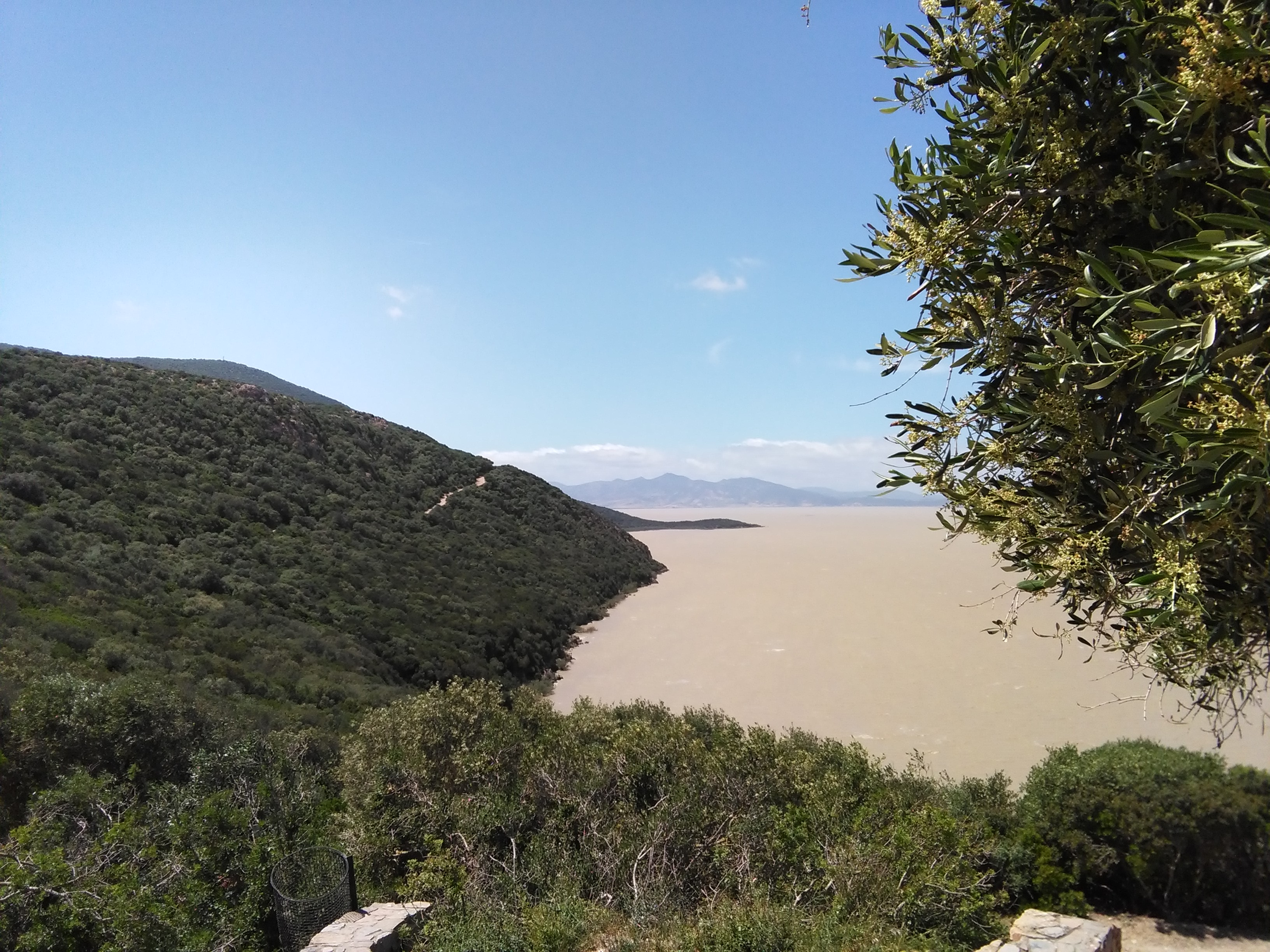
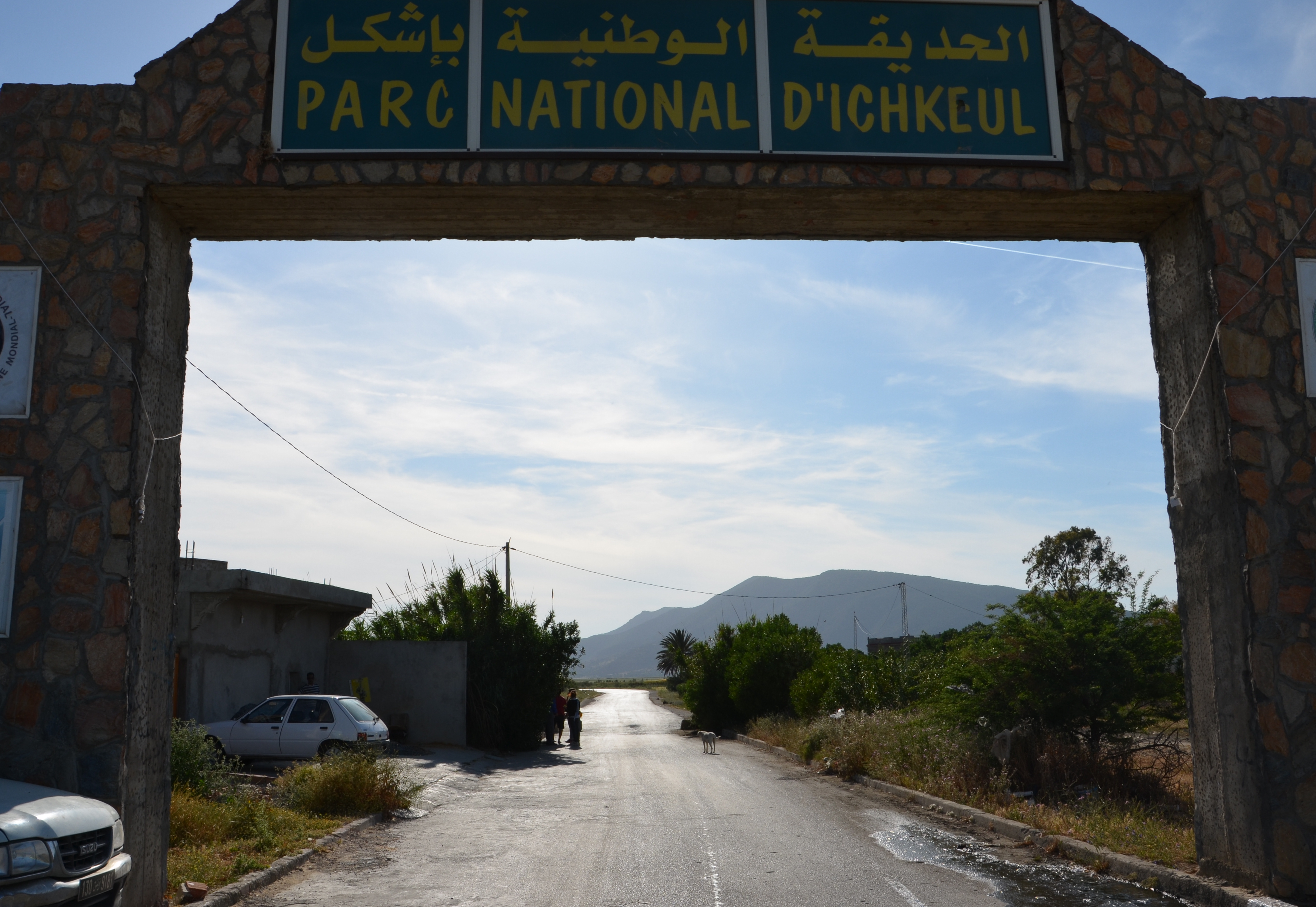
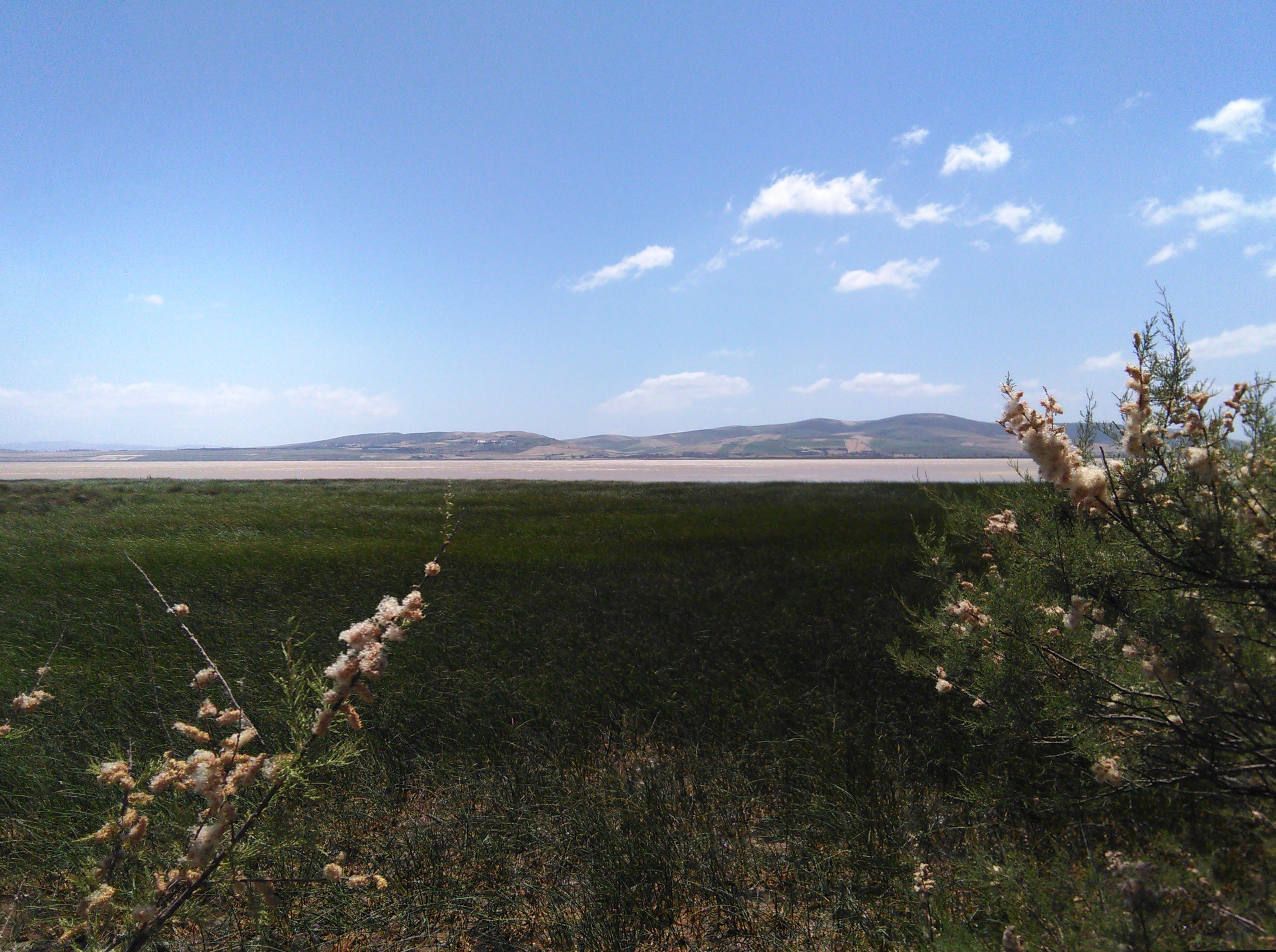
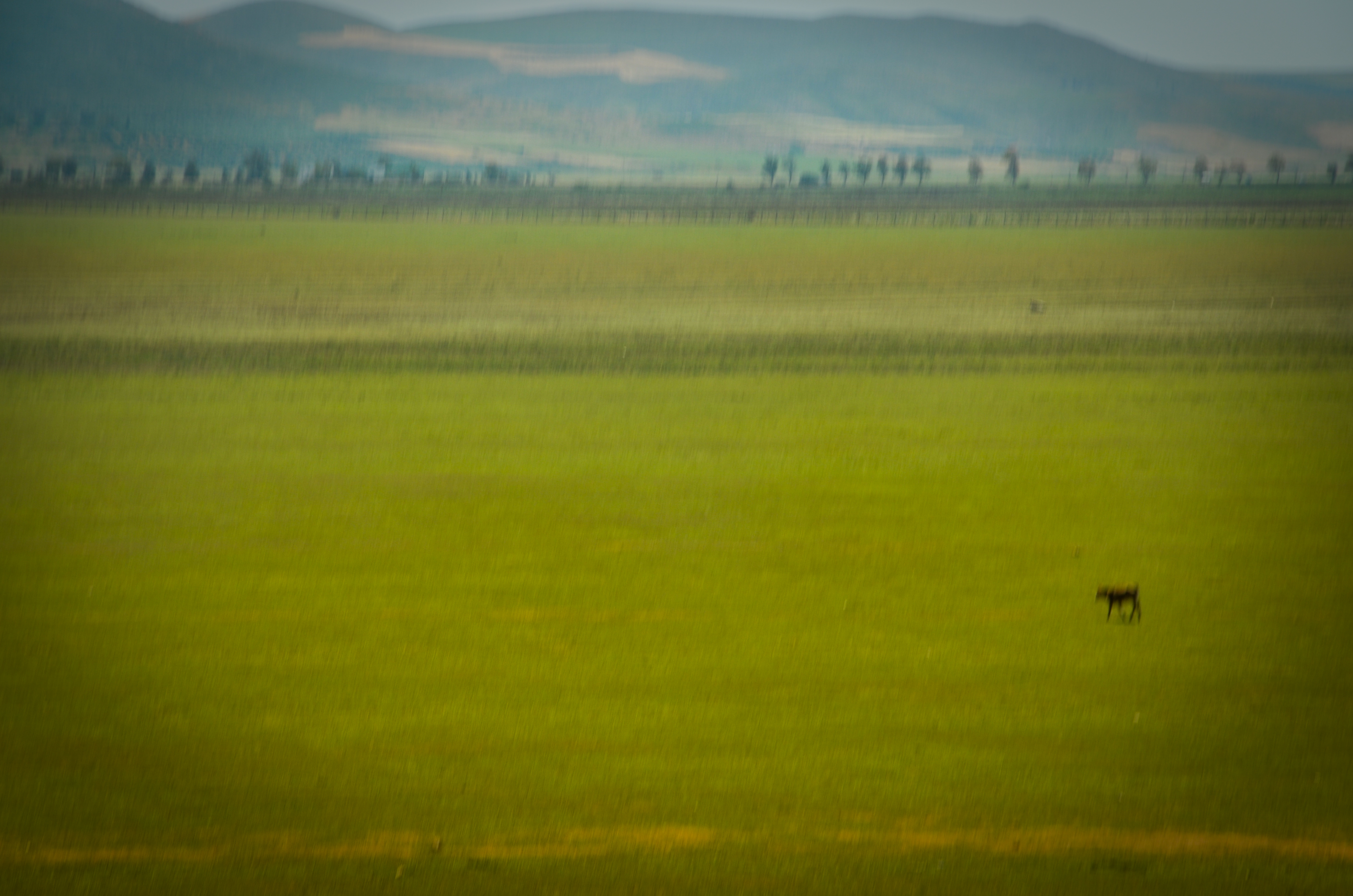
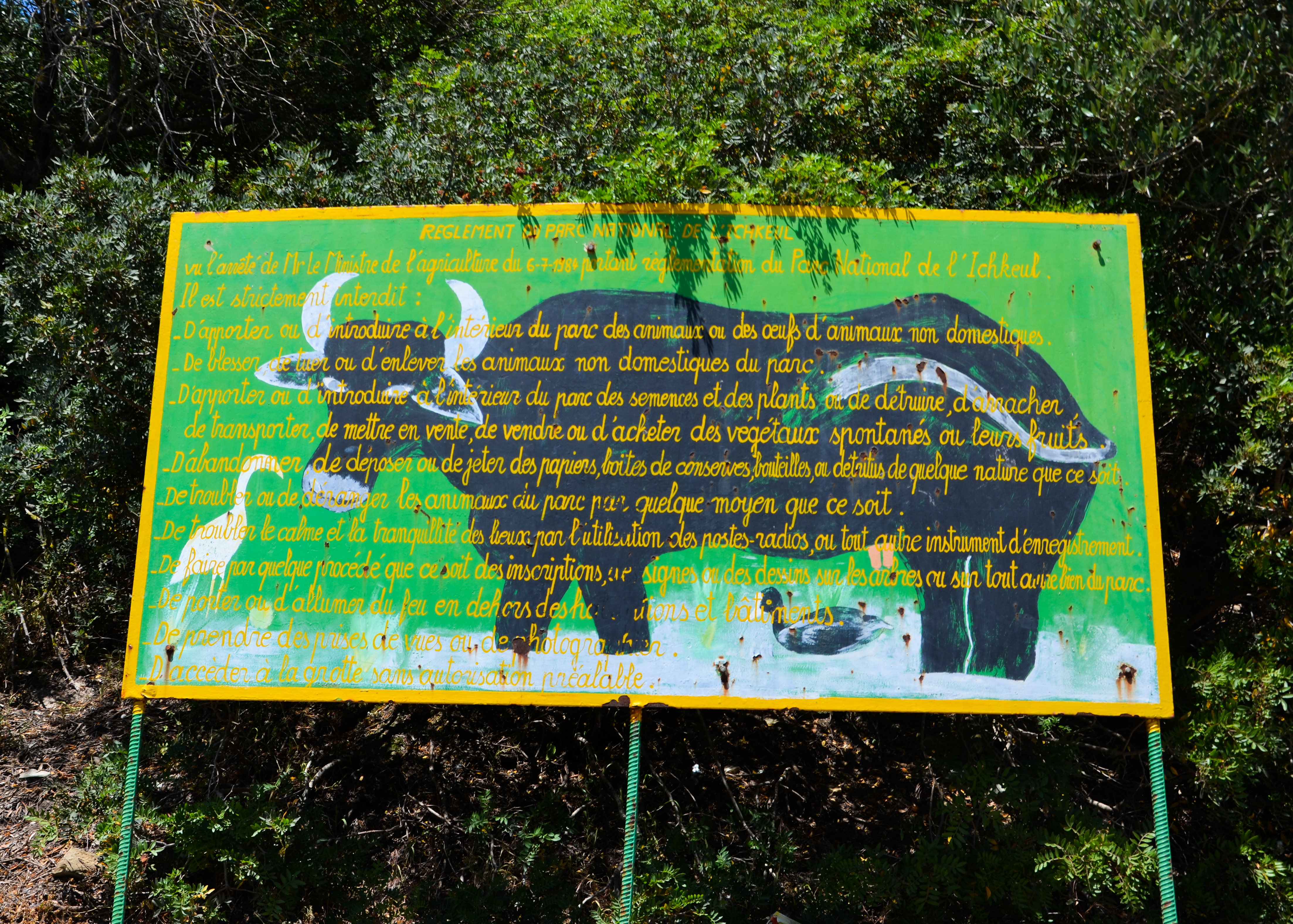
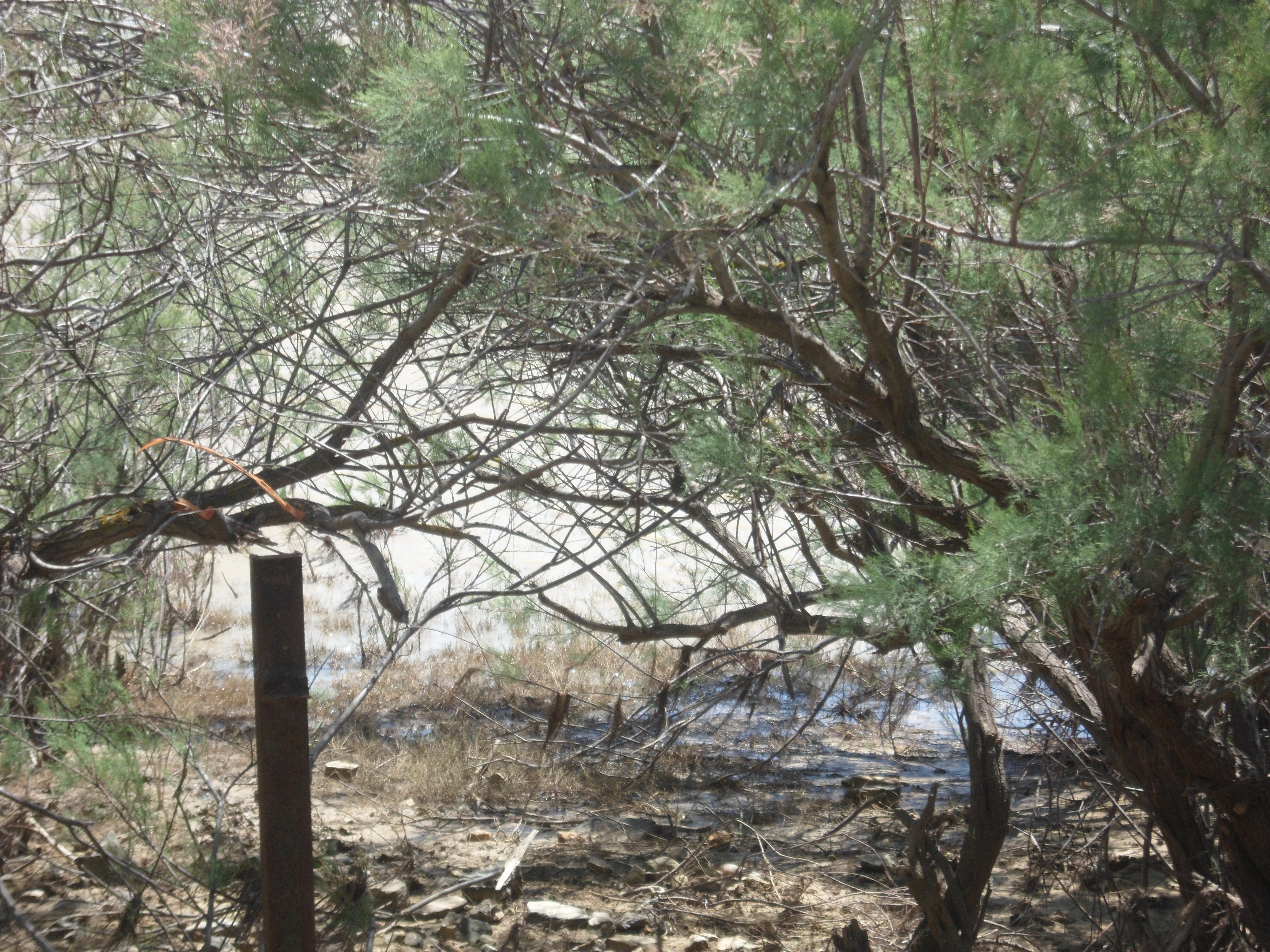
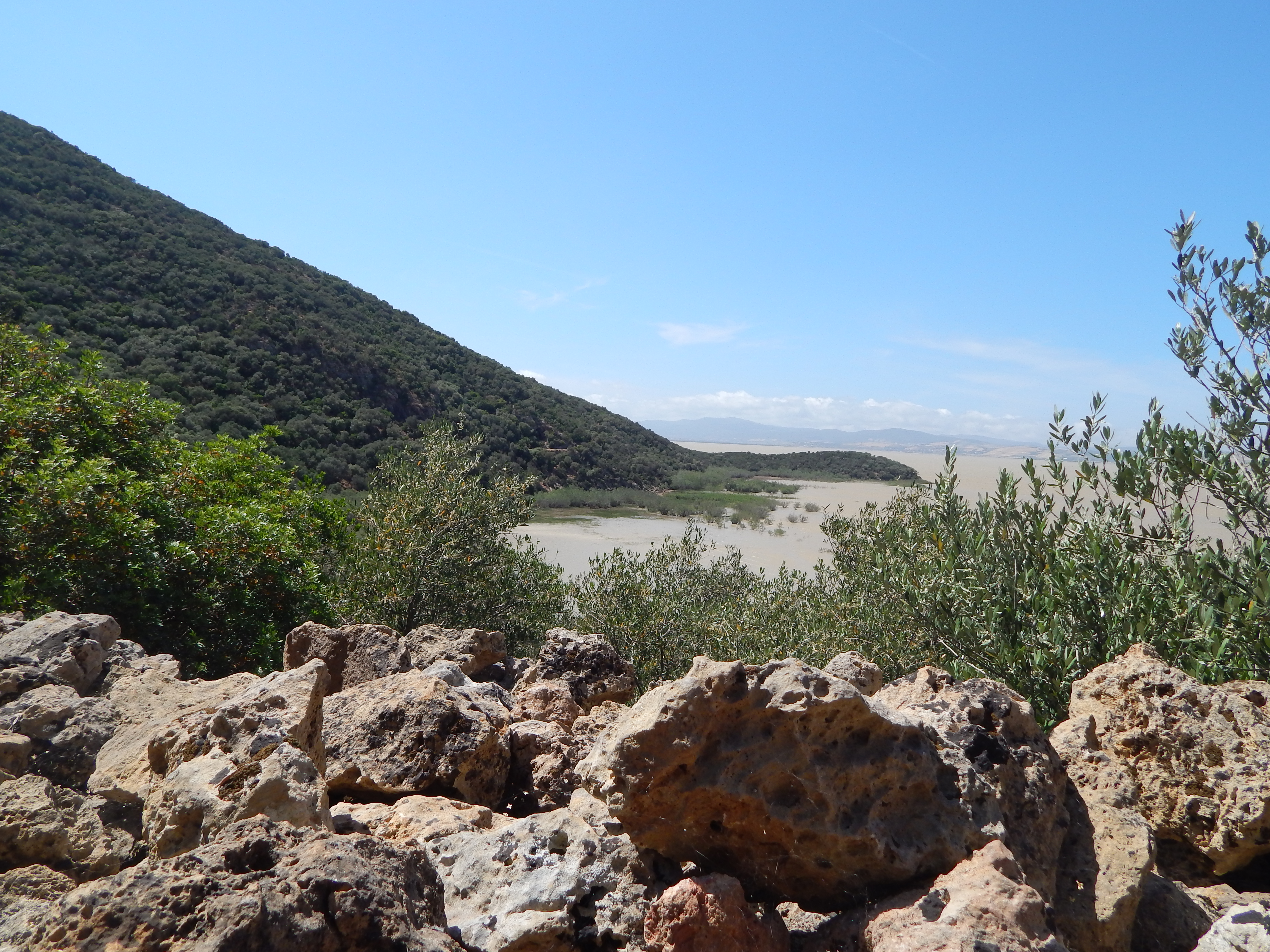
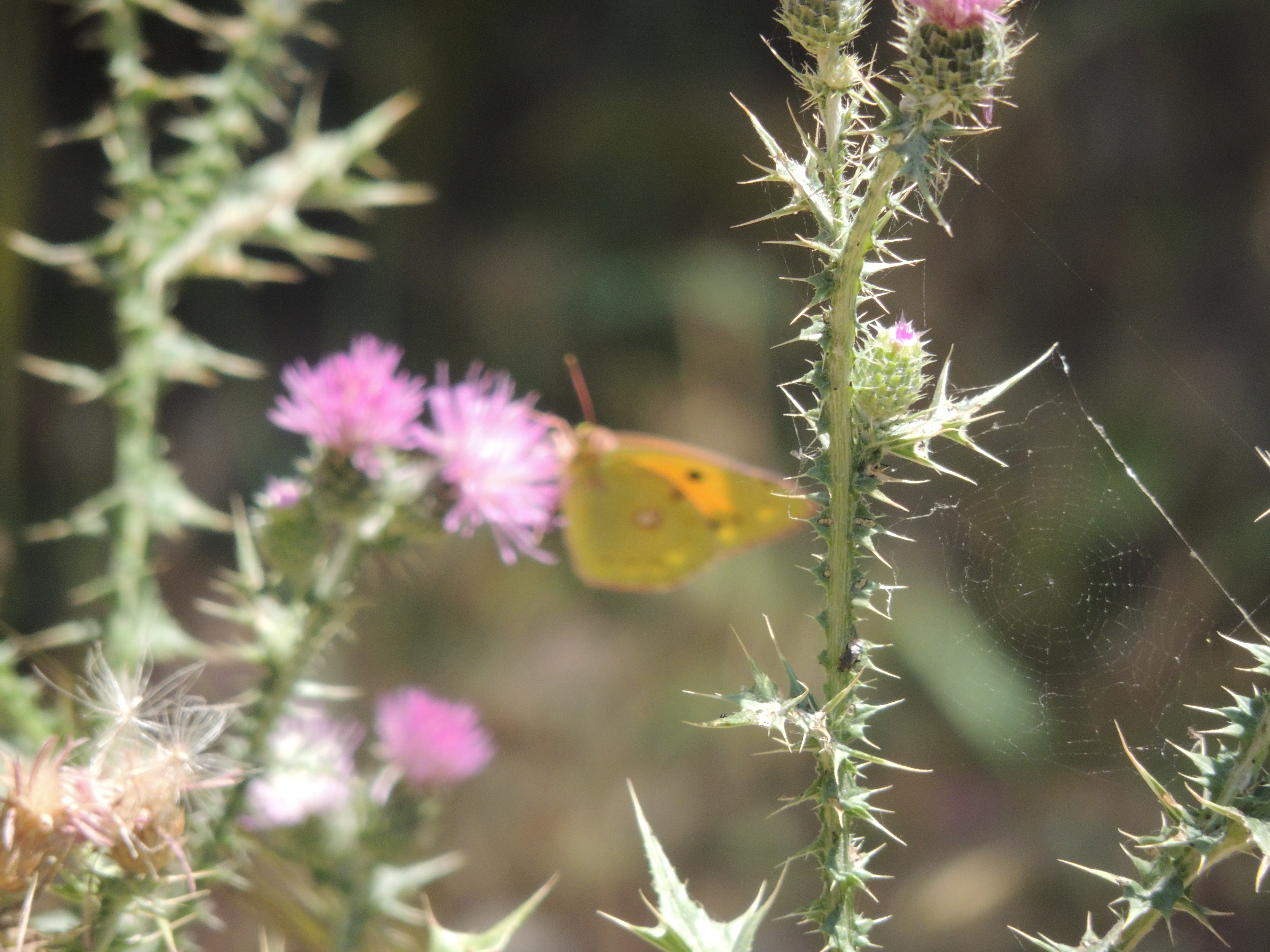